# Altena
Altena település Németországban, azon belül Észak-Rajna-Vesztfália tartományban. Lakosainak száma 16 315 fő (2023. december 31.). Altena Hemer, Neuenrade, Iserlohn és Nachrodt-Wiblingwerde községekkel határos.

## Fekvése
Lüdenscheidtől északra fekvő település.

## Története

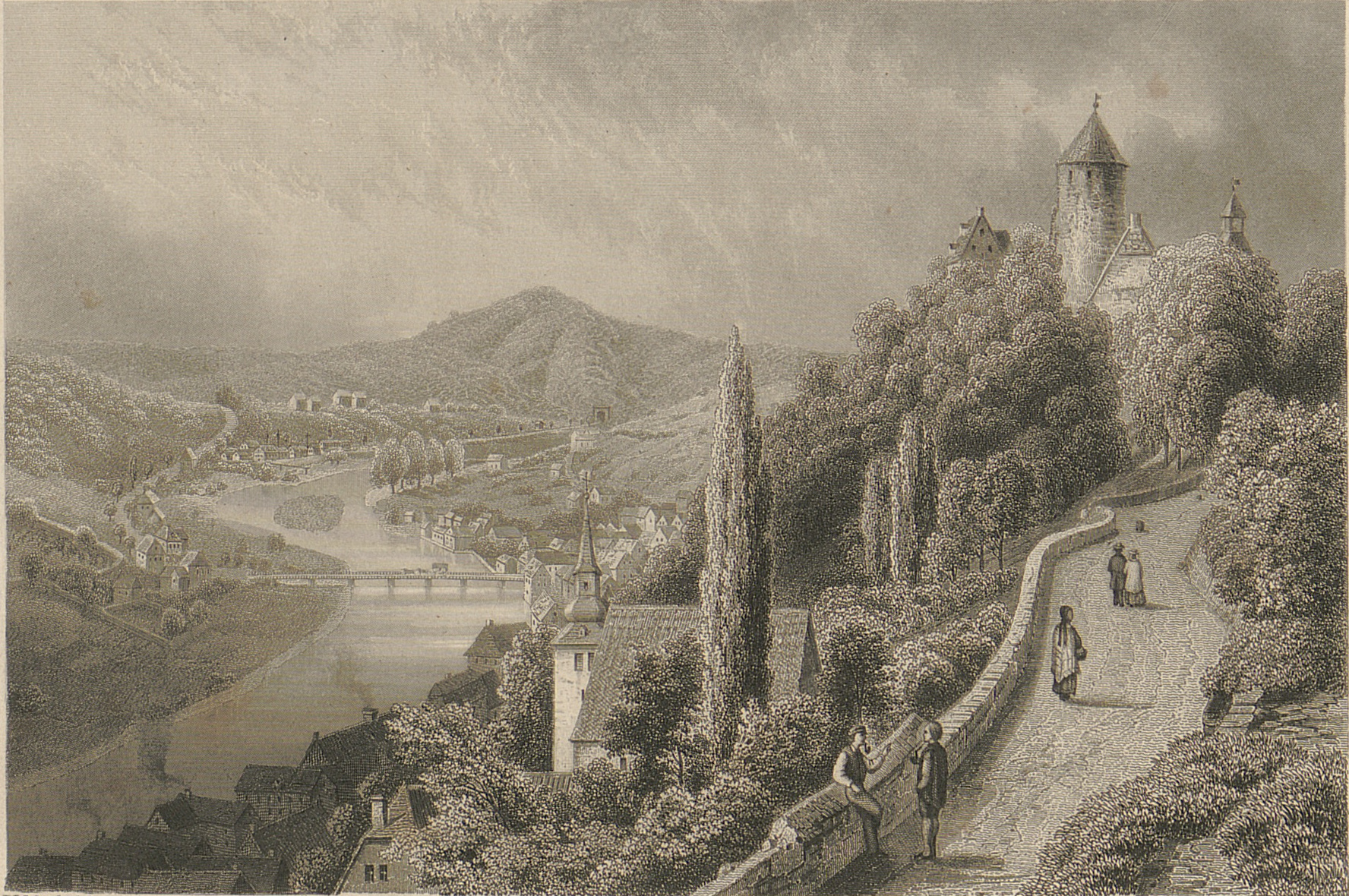
Altena 1872-ben

A város története összefügg a föléje magasodó várral (Burg Altena), amely a marki grófok törzsvára volt a 13. században. Altenának városjogot 1367-ben III. Engelbert adományozott.
A várat 1906 és 1915 között újjáépítették, melyben 1912 óta diákszálló működik.
A városnak több múzeuma is van, melyek hétfő kivételével minden nap látogathatók.

## Nevezetességek
- Burg Altena
- Tájmúzeum (Märkisches Museum)
- Német kovácsmesterség múzeuma (Deutsches Schmiedenmuseum)
- Huzalmúzeum (Drahtmuseum)

## Galéria

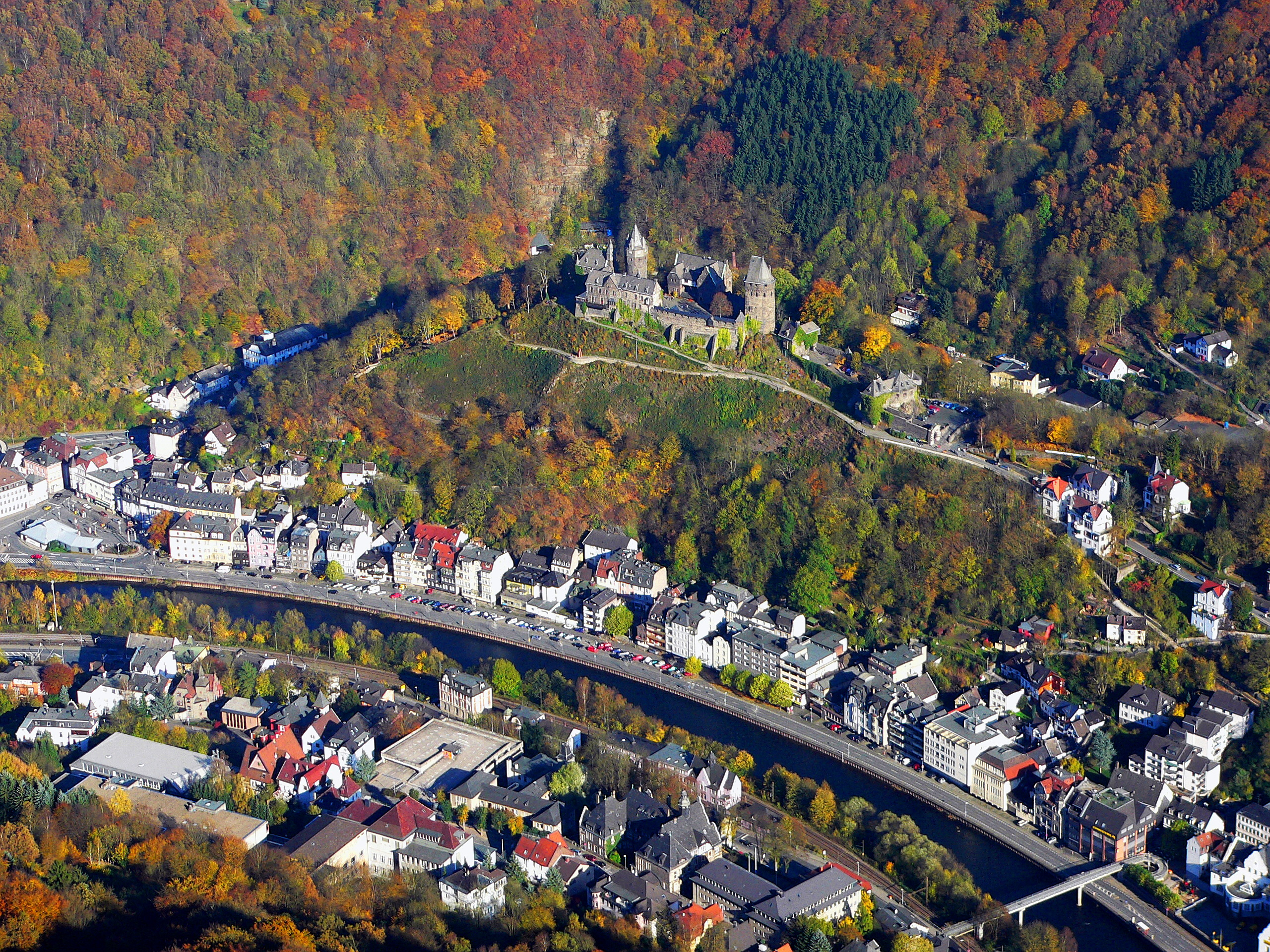
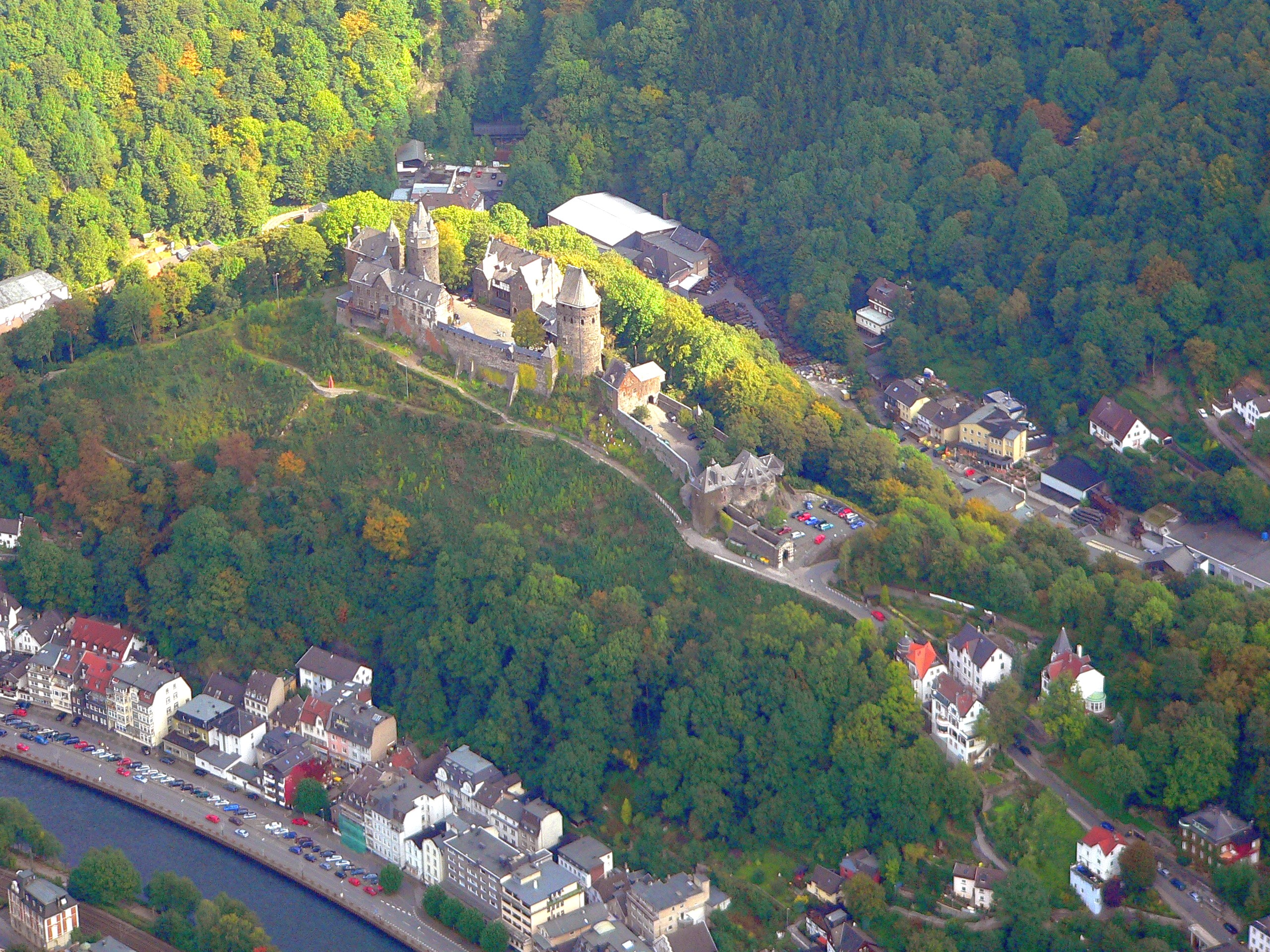
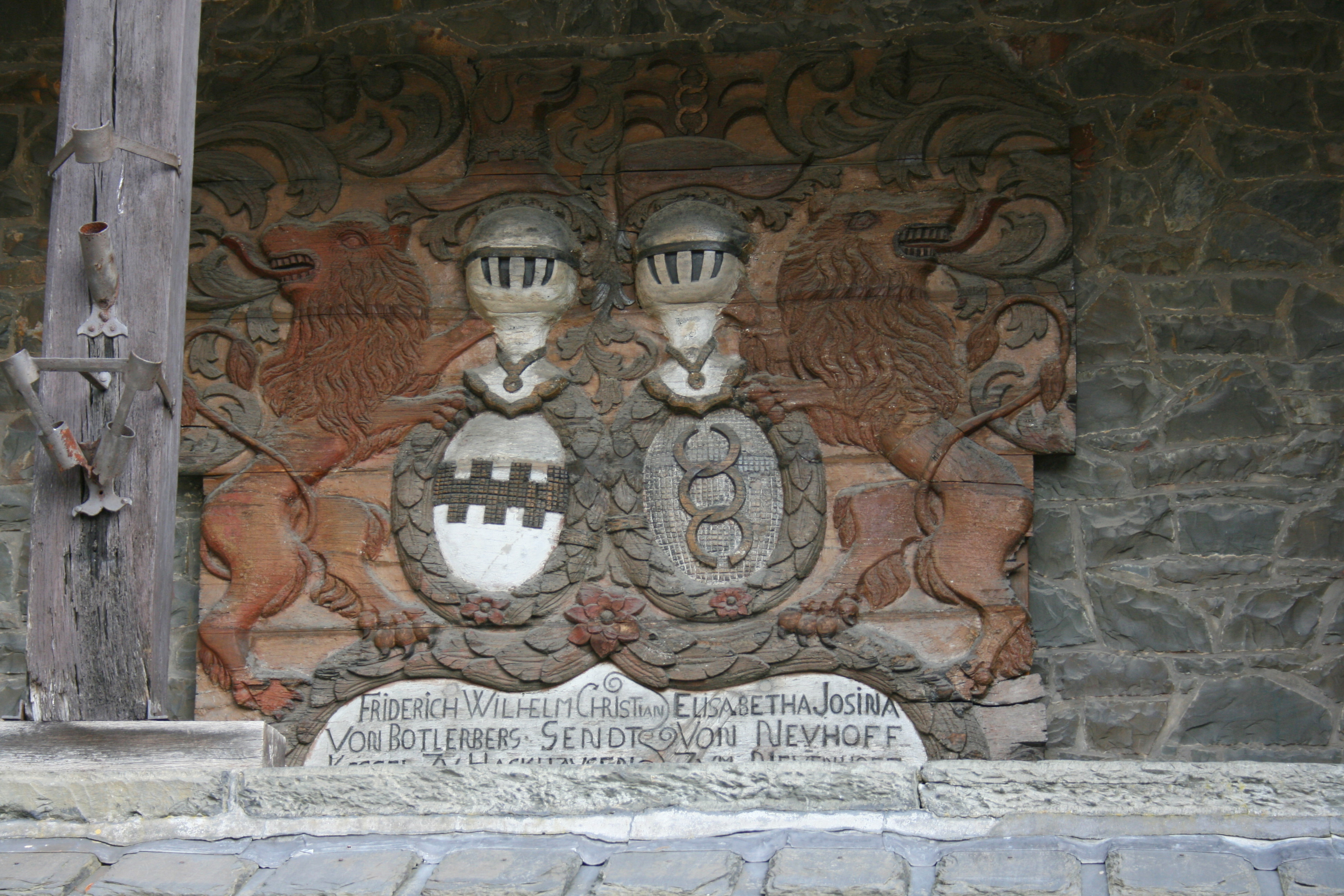
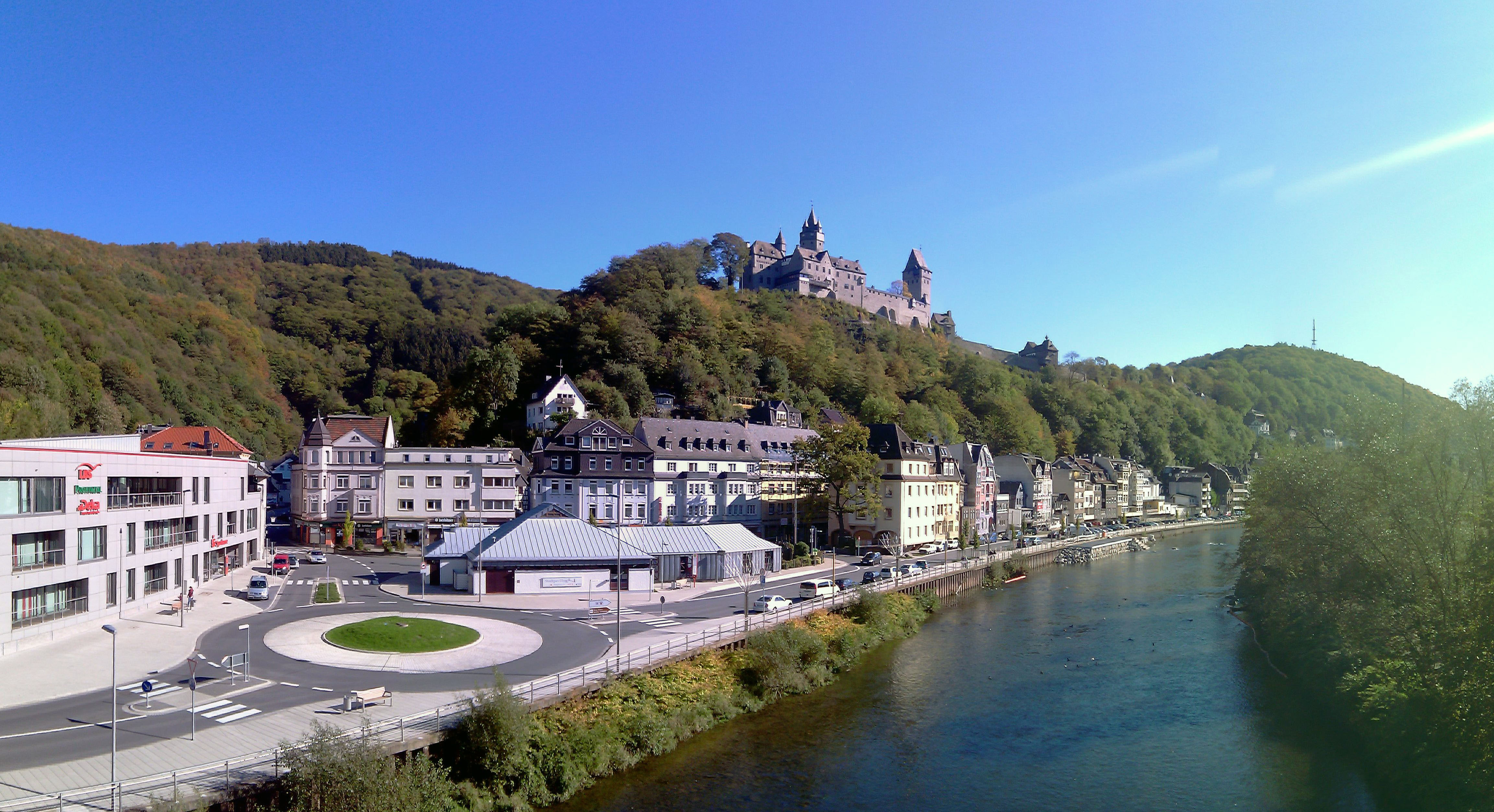
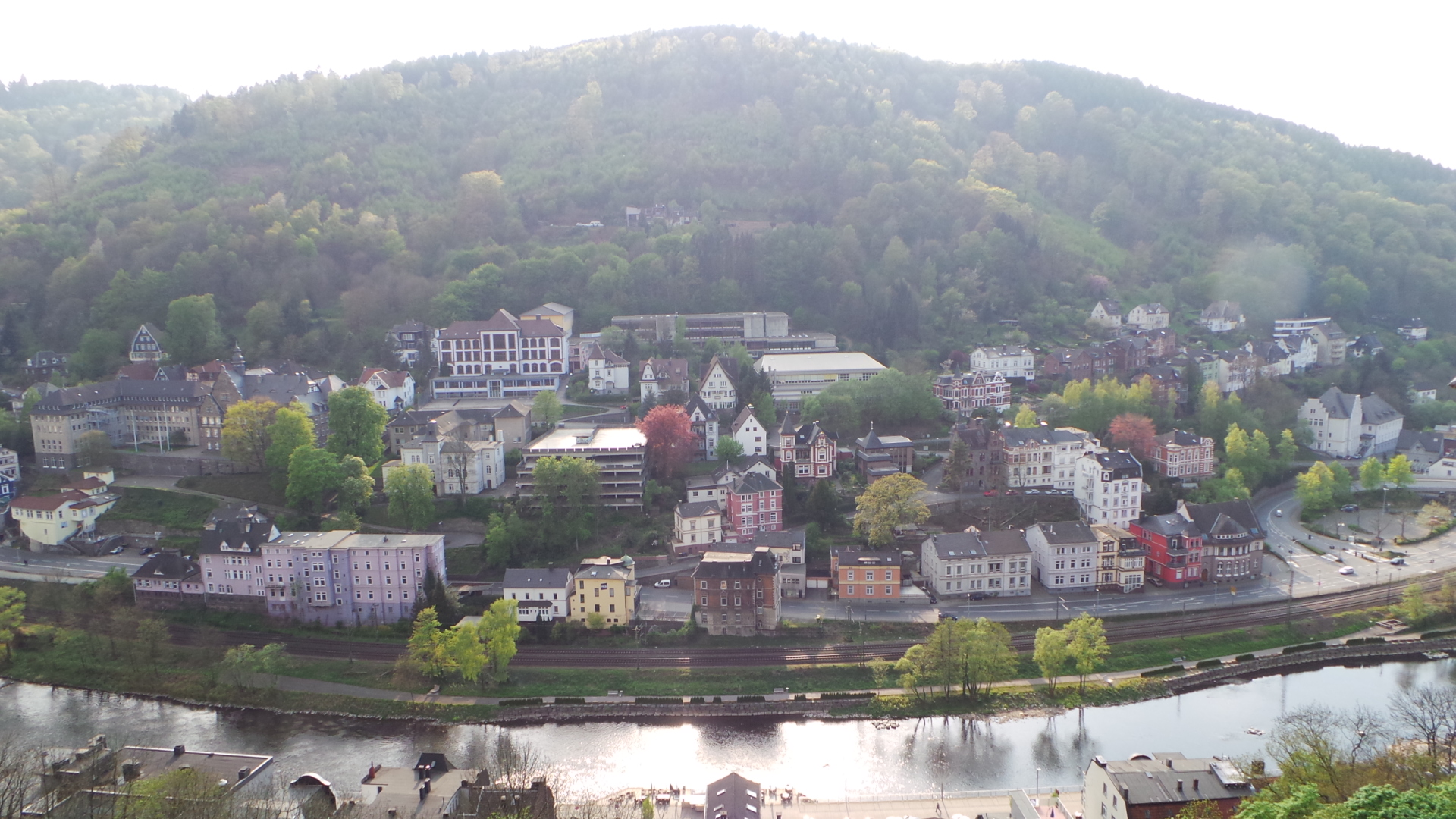
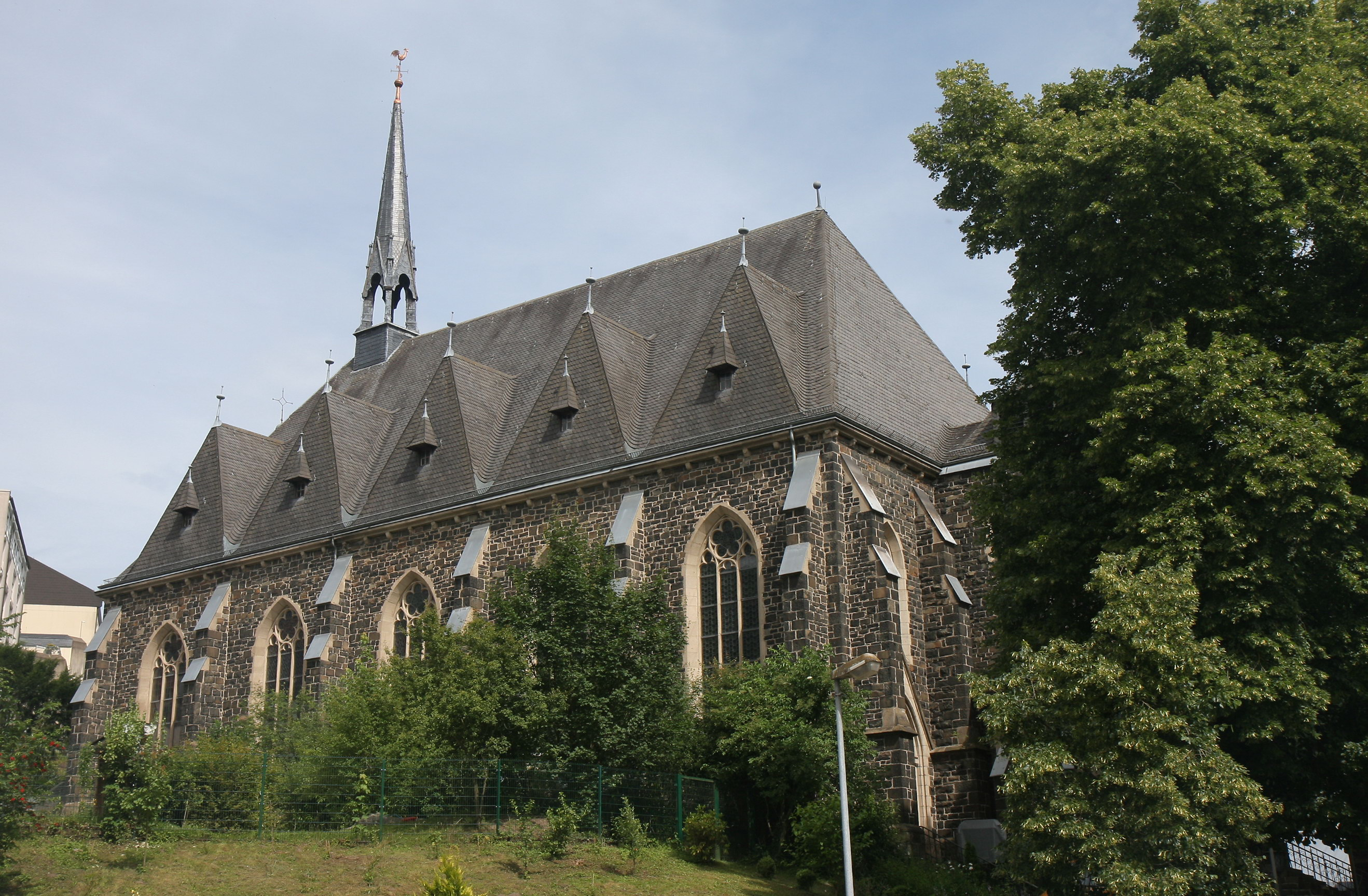
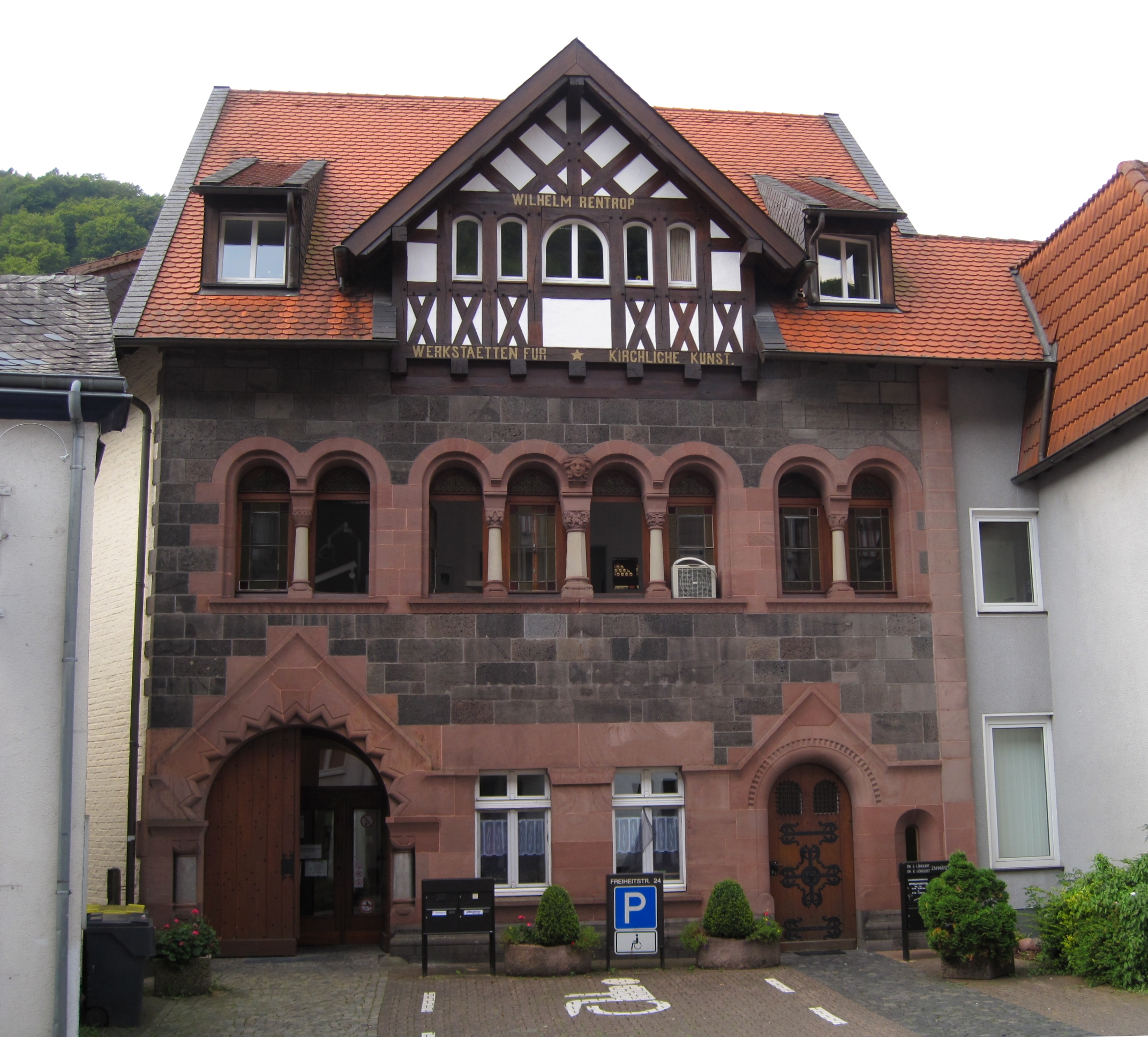
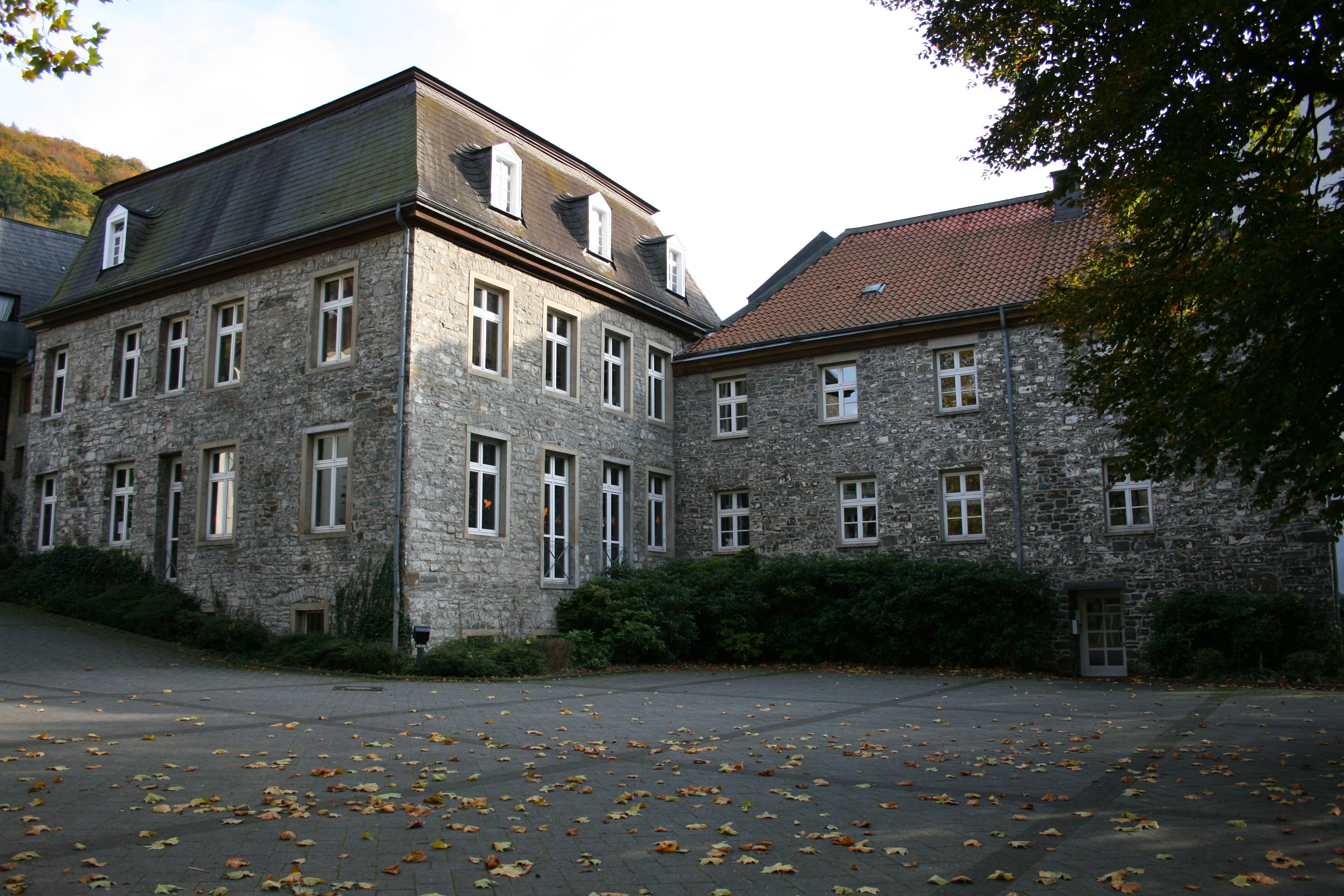
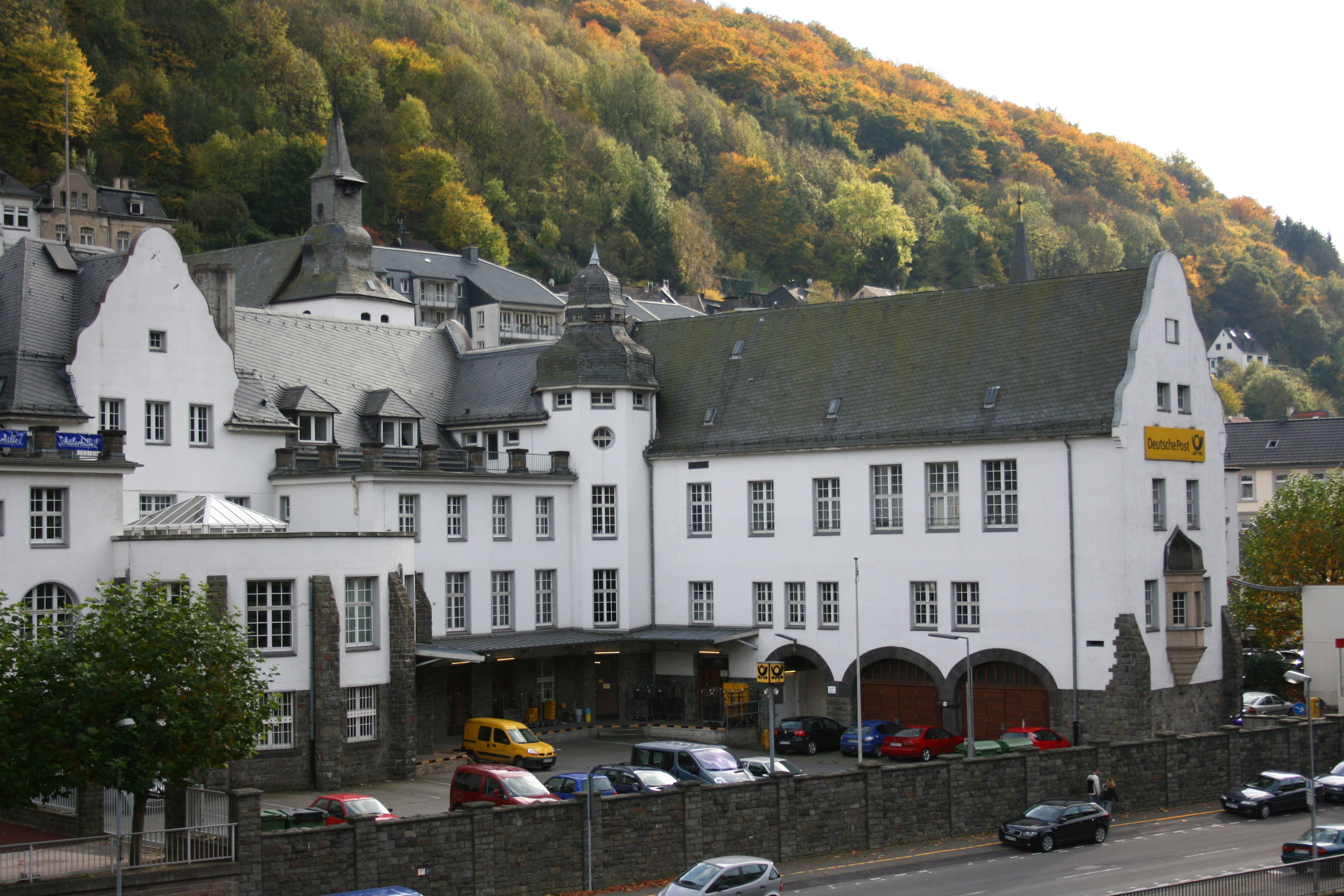
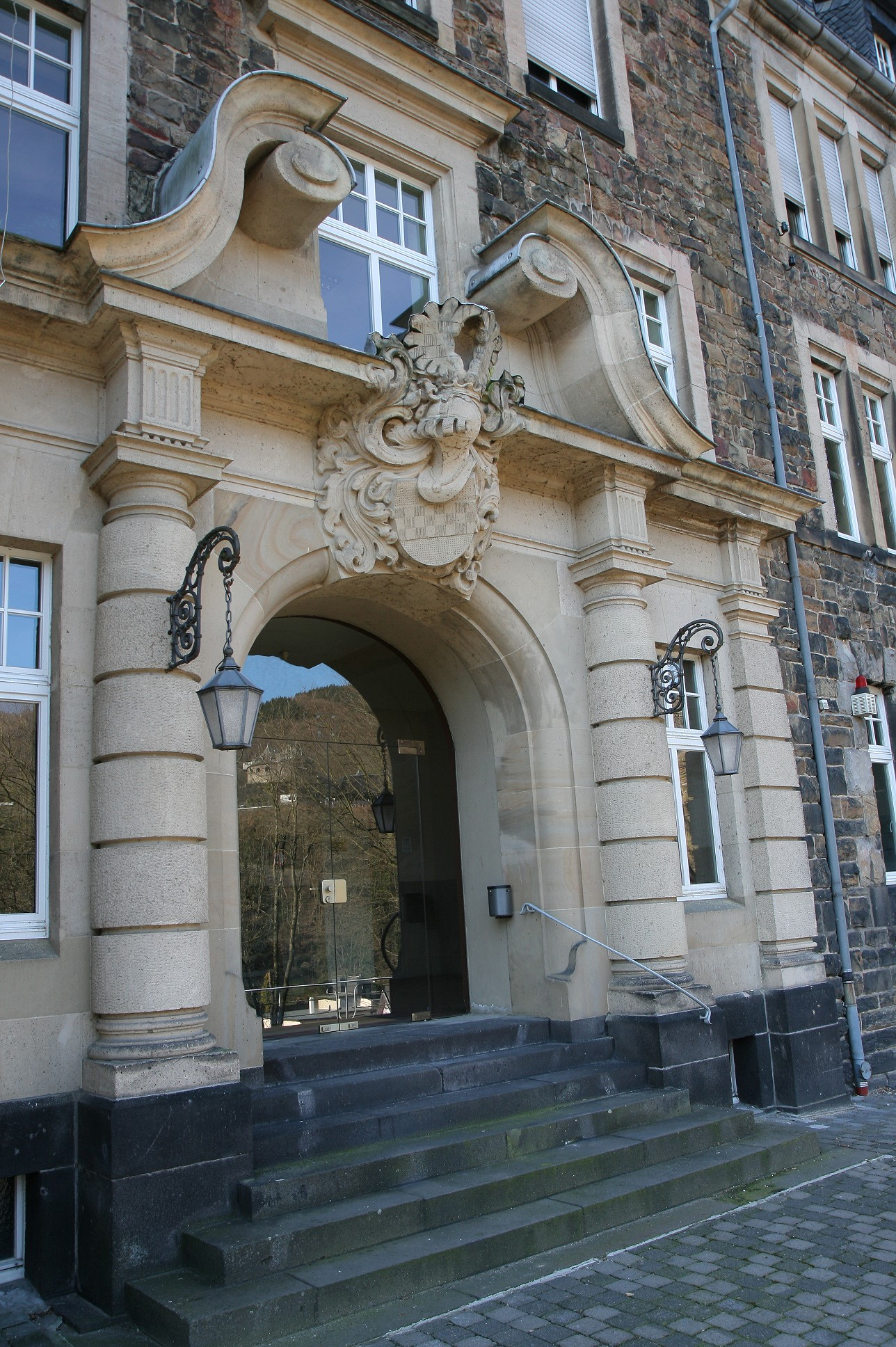
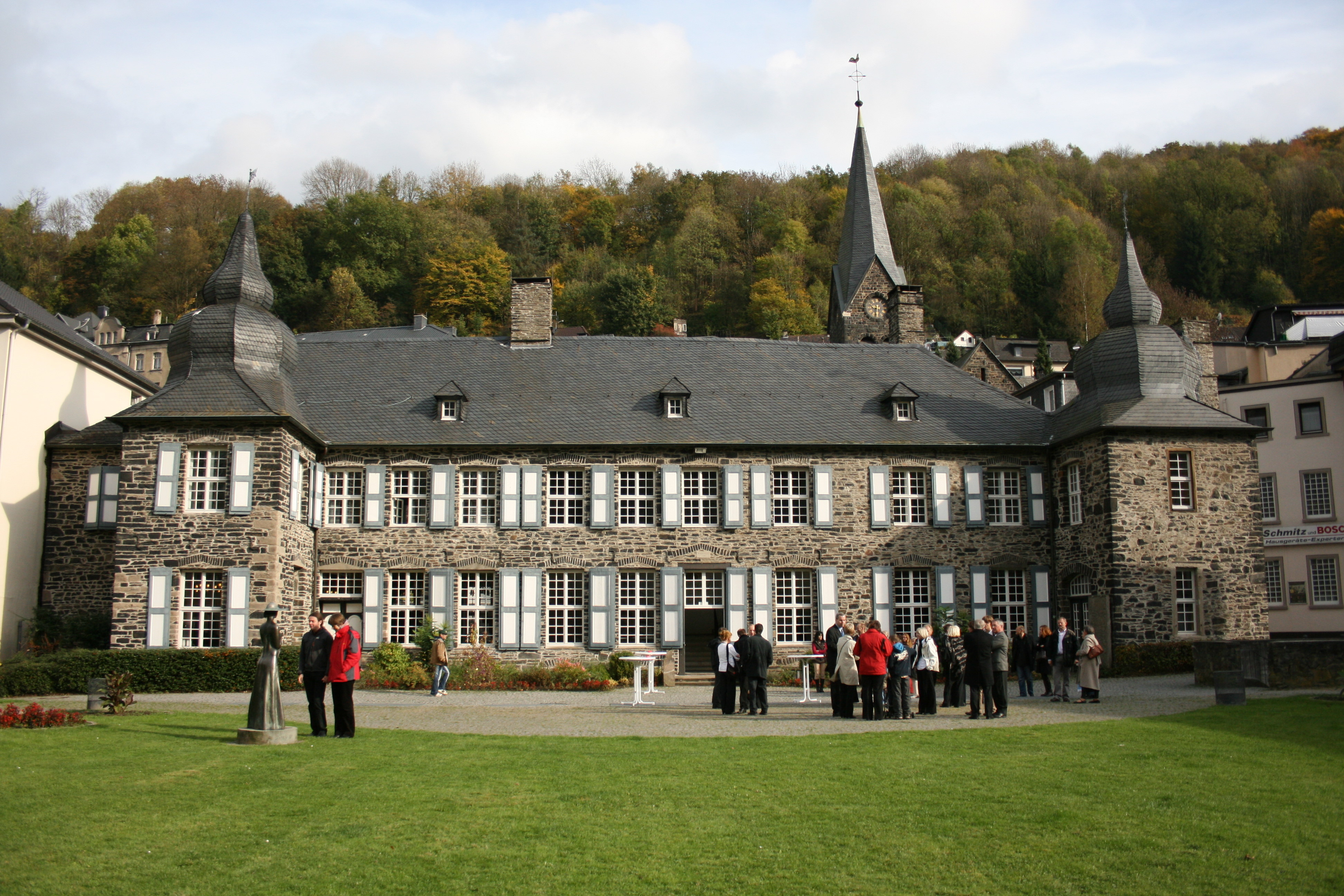
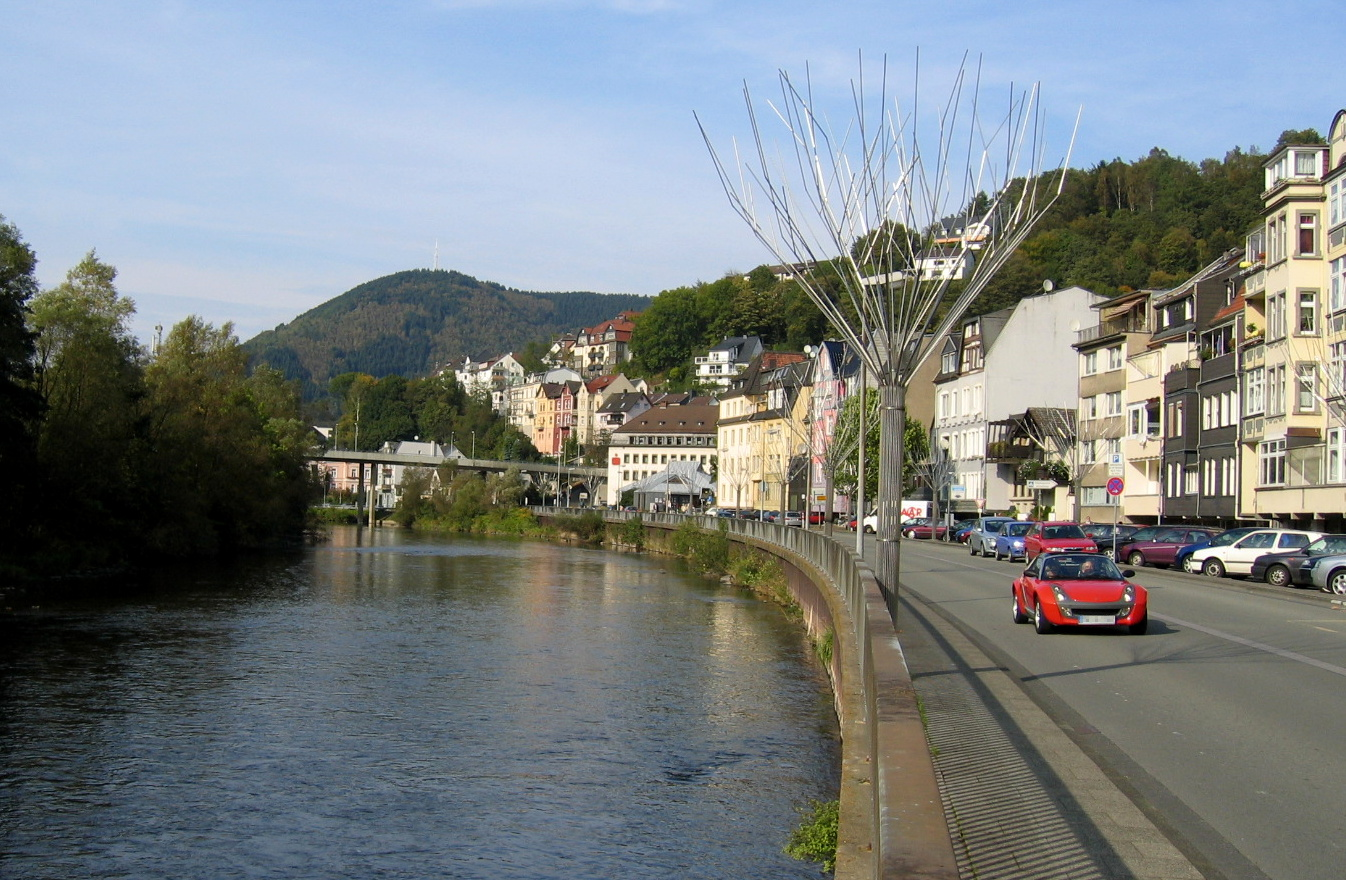